# 彼得·德維寇
彼得·德維寇（英語：Peter Del Vecho，1958年4月6日—）是華特迪士尼動畫工作室的美國電影製片人，同時也是該工作室的高級製片副總裁。他最著名的作品是與導演克里斯·巴克和珍妮佛·李共同製作的《冰雪奇緣》（獲獎）和《冰雪奇緣2》。

## 早年生活
德維寇在麻薩諸塞州波士頓郊外南岸的昆西長大。他畢業於波士頓大學藝術學院戲劇製作專業，並在劇院工作多年。在明尼阿波利斯的格思里劇院工作了約7年後，他被迪士尼動畫公司聘用。他最初從事製作管理，後來轉型為製片人。

## 職業生涯
除了《冰雪奇緣》及其續集《冰雪奇緣2》，德維寇還製作了迪士尼動畫電影《公主與青蛙》（2009年）和《小熊維尼大電影》（2011年），並擔任《星銀島》（2002年）和（2005年）的副製片人。
2015年春，德維寇製作了根據《冰雪奇緣》改編的短片，該片再次由巴克和李共同執導。接下來，德維寇又製作了《冰雪奇緣》的續集《冰雪奇緣2》，該片於2019年11月上映，再次由巴克和李共同執導。德維寇後來與奧斯娜特·舒爾共同製作，並與胡安·巴布羅·雷耶斯（Juan Pablo Reyes）共同製作，該片於2023年上映。

## 外部連結
- 彼得·德維寇在互联网电影资料库（IMDb）上的資料（英文）